# Église Sainte-Anne de Séville
Pour les articles homonymes, voir Église Sainte-Anne.
L'église Sainte-Anne (en espagnol Iglesia de la Señora Santa Ana, littéralement « Église de la Dame Sainte Anne »), également appelée Église Sainte-Anne de Triana (Iglesia de Santa Ana de Triana) ou Paroisse royale de Dame Sainte Anne (Real Parroquia de Señora Santa Ana), est une église située dans le district sévillan de Triana, en Andalousie (Espagne). Elle est populairement appelée « cathédrale de Triana », bien que n'étant pas une cathédrale.

## Situation géographique
L'Église Sainte-Anne se trouve dans le vieux quartier du district de Triana. Elle est ceinturée par les rues Pelay Correa (au sud-ouest), Vázquez de Leca (au nord-ouest), Pureza (au nord-est) et Bernardo Guerra (au sud-est). L'église n'est pas orientée comme les bâtiments voisins et n'est donc pas dans l'axe des rues qui l'entourent.

## Histoire
Sa construction commença en 1276 sur ordre du roi Alphonse X. Selon une inscription sur l'un de ses murs, Alphonse X voulait ainsi glorifier Sainte Anne, à qui il devait d'après lui la guérison miraculeuse d'une maladie oculaire dont il était atteint.
Après la conquête de la ville de Séville, le roi Alphonse X avait fondé une nouvelle ville au sud du château de Triana, en face du port. C'est à cet endroit qu'il décida d'ériger l'église. À l'origine, l'église devait être fortifiée, étant la première à être construite à Séville après la reprise de la ville aux Musulmans et se trouvant en dehors des fortifications de la ville. On retrouve d'ailleurs des créneaux sur le toit.
L'église doit avoir été terminée au début du XIVe siècle, quand le texte mentionné plus haut fut écrit. La tour fut érigée durant les années suivantes. À la fin du XIVe siècle, l'édifice fut reconstruit, ayant vraisemblablement été endommagé par le séisme qui secoua la région en 1355.
La construction se poursuivit au XVe siècle, avec notamment l'édifiction dans le vaisseau de gauche de la chapelle dédiée aux Saintes Juste et Rufine. Au milieu du XVIe siècle fut érigée, à proximité du chevet, la Chapelle du Sacrement, recouverte d'une voûte hémisphérique, puis, à la fin du même siècle, les chapelles de Saint François et des Âmes. Au début du XVIIe siècle fut construite la Chapelle du Baptême, de base carrée. En 1680, la Chapelle du Sacrement fut elle aussi équipée d'une voûte hémisphérique. Des onze chapelles que possède l'église, quasi toutes furent construites après l'église elle-même.
Le tremblement de terre de Lisbonne endommagea sérieusement l'église, qui fut restaurée par l'architecte Pedro de Silva. À cette occasion, l'aspect des portails et du chevet fut sensiblement modifié, faisant perdre à l'église son aspect médiéval.
En 1920, le portail gothique de la nef de gauche (contre laquelle on trouve à l'extérieur une pierre tombale d'un ancien cimetière) fut restauré. En 1972, l'église fut l'objet d'une restauration complète, menée par Rafael Manzano, alors architecte conservateur de l'Alcazar. Lors de ces travaux, la décoration intérieure baroque fut ôtée. Bien d'Intérêt Culturel, l'Église Sainte-Anne de Triana fut classée Monument en 1931.
En 2010 se termina la restauration du retable majeur.

## Extérieur de l'église
L'église a une base rectangulaire, sans croix. Les façades de l'église présentent trois portails, un à l'avant et deux latéraux. Les murs possèdent également de petites fenêtres, correspondant aux différentes chapelles, ainsi que d'autres, plus grandes, décorées de moulures, s'ouvrant sur la partie supérieure des murs, apportant de la lumière à l'intérieur de l'édifice. Les murs se terminent vers le haut par des parapets. La forme générale de l'édifice est très irrégulière, à cause des chapelles ajoutées après la construction de l'église, des contreforts et des merlons qui apparaissent à son sommet. Les couleurs dominantes sont l'ocre, le blanc et le rouge, ainsi que le bleu des azulejos de la tour.

### Portails
L'église possède trois portails, le mieux conservé étant le latéral gauche, correspondant au vaisseau de l'Évangile. Il possède les caractéristiques de la phase de transition entre les styles roman et gothique. Il est composé d'un arc évasé ogival avec sept paires de colonnes se terminant par des chapiteaux décorés d'éléments végétaux, avec leurs archivoltes correspondantes. L'archivolte extérieure se termine par une ligne de pointes de diamant et par une moulure en zigzag. Le portail est en pierre et se trouve sous un pignon pointu (avec un dais de style roman) sur lequel apparaît l'écu de la Castille.
Le portail du vaisseau de l'épître fut plus retouchée. Constitué de brique, il se compose de trois arcs en pointe sortant d'une imposte, sans aucune décoration.
Le portail principal est en arc déprimé divisé en deux : le premier, classique, est flanqué de deux colonnes et se termine par un fronton triangulaire ; le deuxième, baroque,  possède un oculus autour duquel est centrée la décoration et qui est encadré de pilastres à chapiteaux décorés de motifs végétaux.

### Tour
La tour est située à gauche, du côté du vaisseau de l'Évangile. Elle est adossée au corps de l'église sur lequel elle s'appuie seulement par l'un de ses angles. Sa base et carrée à l'extérieur. À l'intérieur, elle est octogonale sur les trois premiers mètres avant de devenir également carrée. Elle possède un escalier en colimaçon, avec un œil central, qui monte jusqu'au clocher. La tour fut construite durant la première moitié du XIVe siècle, comme le montrent ses arcs polylobés enclosés par des alfiz, typiques de l'architecture mudéjare. Dès 1629, Martín Izquierdo, conformément aux projets de  Diego López Bueno (es), édifia le deuxième étage et une flèche pyramidale revêtue de céramique émaillée bleue et blanche. Au XVIIIe siècle, le deuxième niveau et la flèche, également endommagés par le tremblement de terre de Lisbonne, furent consolidés, donnant à la tour son aspect baroque actuel.

## Intérieur de l'église

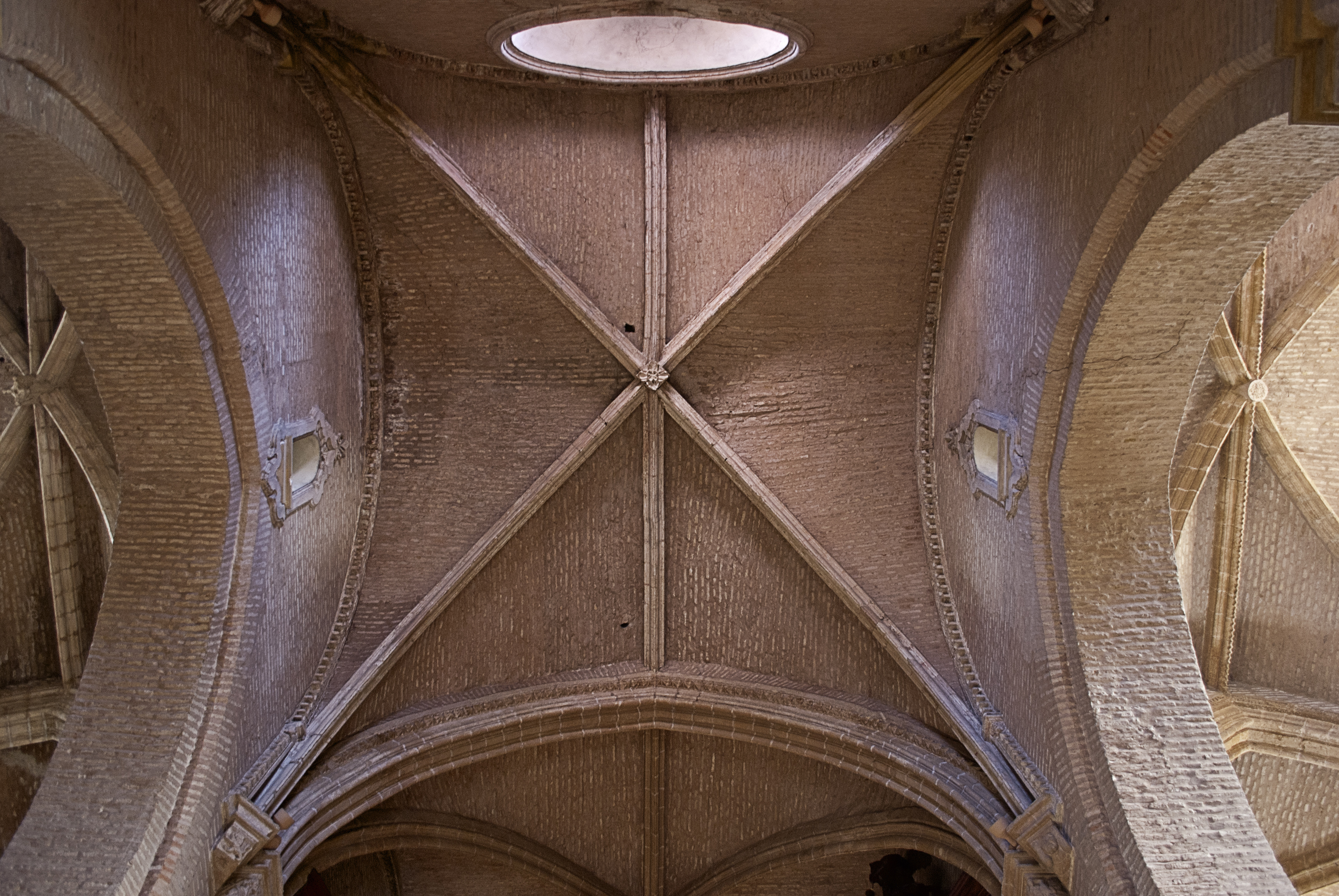
Détail d'une voûte sexpartite de l'église Sainte-Anne

La nef est rectangulaire, sans croisée de transept, et possède des voûtes d'ogive gothiques sexpartites, avec des nervures s'appuyant aux colonnes sur des corbeaux. Les nervures centrales parcourent longitudinalement chacun des trois vaisseaux. Le vaisseau central est plus haut et plus large que les collatéraux. Chacun a cinq travées séparées par des piliers de base rectangulaire et se termine au chevet par une abside polygonale.
Le matériau utilisé est la brique, matériau local. La pierre est seulement présente dans les nervures et les arcs, les portails, les colonnes et les corbeaux.

### Chapelles
Chacun des deux vaisseaux collatéraux abrite quatre chapelles. Les chapelles du vaisseau de l'Évangile (à gauche) sont celle du Sacrement (à la deuxième travée), celle dédiée aux Saintes Juste et Rufine (à la quatrième travée, datant du XVe siècle), celle du Baptême (à la dernière travée) et celle de Saint François. Les chapelles du vaisseau de l'Épître (à droite) sont celles dédiées à Saint Joaquín (deuxième travée), à Sainte Barbe (quatrième travée), à la Divina Pastora (dernière travée) et aux Âmes. De plus, chacun des trois vaisseaux se termine par une autre chapelle : l'abside centrale est plus profonde et est le site de la Chapelle majeure (Capilla mayor), qui abrite le retable majeur. Les vaisseaux gauche et droit se terminent respectivement par les Chapelles de la Mère de Dieu (Capilla de la Madre de Dios) et du Calvaire (Capilla del Calvario). Cette dernière abrite le bénitier, déplacé depuis la Chapelle baptismale, et est décorée de peintures murales de Domingo Martínez, de 1740.

#### Chapelle du Sacrement
Son retable fut réalisé par Miguel Franco, entre 1709 et 1713 ; en son centre se trouve une représentation de l'Immaculée Conception du XVIIe siècle. Dans la chapelle se trouve également une toile originale d'Alonso Vázquez, représentant la Résurrection.

### Retable majeur
Le retable majeur est une œuvre en bois doré réalisée par Nufro Ortega et Nicolás Jurate. Situé dans l'abside, au bout du vaisseau central, il s'adapte à sa forme polygonale. Il possède trois corps. On y retrouve plusieurs tableaux de Pedro de Campaña réalisés vers 1557. En son centre se trouve une niche contenant une représentation de Sainte Anne avec sa fille Marie et l'enfant Jésus, datant de la seconde moitié du XIIIe siècle et qui fut restaurée au début du XVIIe siècle par Francisco de Ocampo y Felguera (es).
Le retable majeur fut entièrement rénové entre 2008 et 2010 par l'Institut Andalou du Patrimoine Historique.

## Protection
L'église fait l’objet d’un classement en Espagne au titre de bien d'intérêt culturel depuis le 3 juin 1931.

### Sources et bibliographie
- (es) Cet article est partiellement ou en totalité issu de l’article de Wikipédia en espagnol intitulé « Iglesia de Santa Ana (Sevilla) » (voir la liste des auteurs).
- (es) L'Église Sainte-Anne sur le site www.artesacro.org
- (es) L'église Sainte-Anne de Triana sur le site de l'Institut Andalou du Patrimoine Historique (Ministère de la Culture)
- (es) Rafael Gómez Ramos, La España gótica, volume 11: Andalucía, Madrid, Éditions Encuentros SA, 1992